# Hucal
Hucal est une localité rurale argentine située dans le département de Hucal, dans la province de La Pampa. Elle fait partie de la municipalité d'Abramo.

## Démographie
La localité compte 3 habitants (Indec, 2010), soit une diminution de 85 % par rapport au précédent recensement de 2001 qui comptait 20 habitants.